# Maciej Szupica
Maciej Szupica (ur. 1975 w Białymstoku) – polski artysta video, reżyser, fotograf, grafik, rzeźbiarz, scenograf, muzyk, nauczyciel akademicki.

## Życiorys
Absolwent Wydziału Grafiki Akademii Sztuk Pięknych w Gdańsku (dyplom w pracowni prof. Jerzego Krechowicza w 2004 r.). W 2016 uzyskał stopień doktora sztuk plastycznych w dziedzinie sztuk pięknych na gdańskim ASP na podstawie pracy Optoparalakser – stereoskopia jako zjawisko optyczne dotyczące ludzkiego widzenia i postrzegania rzeczywistości (promotor: Dariusz Syrkowski).
Autor oraz współrealizator różnych projektów muzyczno-performerskich, m.in. Cavalleris, C.A.T. TV, Dick4Dick, Gypsy Pill, Huston – We’ve Got the Problem, Skand 21, Uniform. Swoje prace realizuje w zakresie grafiki, malarstwa, plakatu, video, filmu, fotografii, performance'u, instalacji interaktywnych, scenografii. Stworzył kilkadziesiąt teledysków. Współpracował z wieloma wykonawcami muzycznymi, takimi jak: Pink Freud, Sławek Jaskułke, Kobiety, Paweł Kukiz i Piersi, Lipali, Glennskii, Gaba Kulka, Olo Walicki, Natalia Przybysz, Ørganek, Maciej Salamon. Był wielokrotnie nagradzany na Festiwalu Polskich Wideoklipów Yach Film.
Mieszka i pracuje w Gdańsku. Używa pseudonimu Monsieur Zupika.

### Nagrody i wyróżnienia
- 2003: Yach Film 2003 – nagroda Drewnianego Yacha, Gdańsk[5]
- 2004: Yach Film 2004 – nagroda w kategorii Inna Energia, Gdańsk[5][7]
- 2005: Yach Film 2005 – nagroda w kategorii Scenariusz, Gdańsk[8]
- 2007: Yach Film 2007 – Grand Prix za „Dziwny jest ten kraj”, Gdańsk[9]